# Irma Palmieri
Irma Palmieri Manzanares (Puerto Cabello, Estado Carabobo, Venezuela, 30 de diciembre de 1932 - Caracas, Venezuela, 19 de marzo de 2015) fue una actriz y humorista venezolana, conocida principalmente por su personaje de Hortensia, en el sketch de "Flora y Hortensia" (el cual interpretaba junto con Nelly Pujols) en el programa humorístico Radio Rochela, durante la década de 1980 y luego en Sal y Pimienta a principios de la década de 1990.

## Biografía
Palmieri se mudaría a Caracas durante comienzos de la década de 1960. Sus inicios como actriz fueron en la radio y se destacó por la caracterización de voces en los programas producidos por Guillermo Rodríguez Blanco (Julián Pacheco): Julián y Chuchín: dos vivianes de Postín y Avíspate, campesino; transmitidos por Radio Rumbos por lo que, en 1972, ella pasó a trabajar en el programa humorístico Radio Rochela de RCTV, de la mano de su productor Gilberto Varela. 
En sus inicios en la televisión Palmieri se dio a conocer con el personaje de "Pepito Preguntón" (creado para ella por el también humorista Pedro E. Belisario), en donde -gracias a su corta estatura- caracterizaba a un niño bastante travieso e impertinente y, luego, ella seguiría interpretando otros personajes más en Radio Rochela hasta que, en 1981, su popularidad se disparó al interpretar, en el sketch de "Flora y Hortensia", a Hortensia Rebolledo: una mujer andina de más de 60 años, solterona y aparentemente recatada, quien vivía con su hermana menor Flora (Pujols) que, además de ser solterona, tenía un carácter más extrovertido y atrevido que Hortensia; y ambas trataban, sin éxito, de coquetear con los artistas masculinos invitados a ese sketch. El personaje de Hortensia también impuso una frase muy popular a sus potenciales "víctimas" para tratar de seducirlas al afirmar que: «Yo tengo dos casas en San Cristóbal, 50 mil cabezas de "gana'o" y 20 mil cochinos que se los puede comer cuando usted quiera».
Ambos personajes (basados, según contaría años después Nelly Pujols en una entrevista, en dos simpáticas ancianas admiradoras de Guillermo González quienes las conocieron en una gira teatral en el estado Táchira), obtuvieron un enorme éxito popular en Venezuela hasta el punto que, poco después, llegaron a editar un disco de corte humorístico titulado Hortensia y Flora cantan con los galanes (1982), bajo el sello Sonográfica.
Posteriormente Palmieri seguiría trabajando en Radio Rochela, así como también en las series Kiko Botones, de Carlos Villagrán (1986) y Pensión O.E.A. (1987), producidas también por RCTV. También es de hacer notar que, a la par de su trabajo como comediante, Palmieri intervino en algunas telenovelas y series de esa cadena como Valentina (1975, junto a una entonces debutante Mayra Alejandra), Natalia de 8 a 9 (1980), Panchito y Arturo (1981), Juanito y Él (1982), Juanito, Julieta y Él (1982), La dama de rosa (1986) y Señora (1988). Por otra parte, Palmieri también trabajó en obras de teatro tanto de comedia ligera así como otras más dramáticas (por ejemplo, Profundo de José Ignacio Cabrujas).
En 1990 Palmieri se iría a Venevisión y trabajaría con el popular comediante Joselo durante los siguientes dos años hasta que, tras la ida de Nelly Pujols a ese canal, ambas trataron de emular el éxito obtenido con el sketch de Flora y Hortensia con la serie Sal y Pimienta (1993) y, luego, como parte del elenco del programa cómico Cheverísimo (1992-2000).

### Retiro y fallecimiento
Palmieri también perdió muchas de sus propiedades durante la Tragedia de Vargas y, según declaró en una entrevista en 2004, decidió retirarse de la vida pública porque según ella, durante dicha tragedia vio el cuerpo arrastrado por las aguas de uno de sus amigos -el también comediante Jorge Tuero- quedando traumatizada por este hecho[cita requerida].
Irma Palmieri falleció a la edad de 83 años, a la 1:00 de la tarde del 19 de marzo de 2015 durante una cirugía en el Hospital de Clínicas Caracas.
Tras conocerse la noticia numerosos artistas venezolanos manifestaron sus condolencias, entre los cuales su compañera de set Nelly Pujols, quien escribió en su cuenta de Twitter: "Se fue mi hermana del alma IRMA PALMIERI. Tu viaje de regreso a Dios será acompañado por mis oraciones. Hasta luego mi querida HORTENSIA!". Los restos de la actriz fueron cremados el 21 de marzo.